# Hrabstwo Washington (Missisipi)
Hrabstwo Washington (ang. Washington County) – hrabstwo w stanie Missisipi w Stanach Zjednoczonych. Obszar całkowity hrabstwa obejmuje powierzchnię 761,26 mil² (1971,65 km²). Według szacunków United States Census Bureau w roku 2009 miało 54 616 mieszkańców.
Hrabstwo powstało w 1827 roku.

## Miejscowości
- Arcola
- Greenville
- Hollandale
- Leland
- Metcalfe[4]

| Populacja hrabstwa w poprzednich latach | Populacja hrabstwa w poprzednich latach |
| Rok                                     | Liczba ludności                         |
| --------------------------------------- | --------------------------------------- |
| 1980                                    | 71 911                                  |
| 1990                                    | 67 935                                  |
| 2000                                    | 62 977                                  |
| 2005                                    | 59 220                                  |